# Making a Murderer
Making a Murderer è una serie documentaristica statunitense prodotta da Netflix distribuita il 18 dicembre 2015 sulla sua piattaforma. L'opera narra le vicende di Steven Avery e della sua famiglia nei confronti di due processi penali.
La prima stagione è stata realizzata nel corso di dieci anni, con i cineasti che si spostavano da New York al Wisconsin durante le riprese. Per promuovere la serie, Netflix ha pubblicato il primo episodio contemporaneamente sia su YouTube che su Netflix, cosa che non aveva fatto per nessun'altra programmazione originale.
La seconda stagione è stata pubblicata 18 ottobre 2018 sempre su Netflix.

## Trama

### Prima stagione

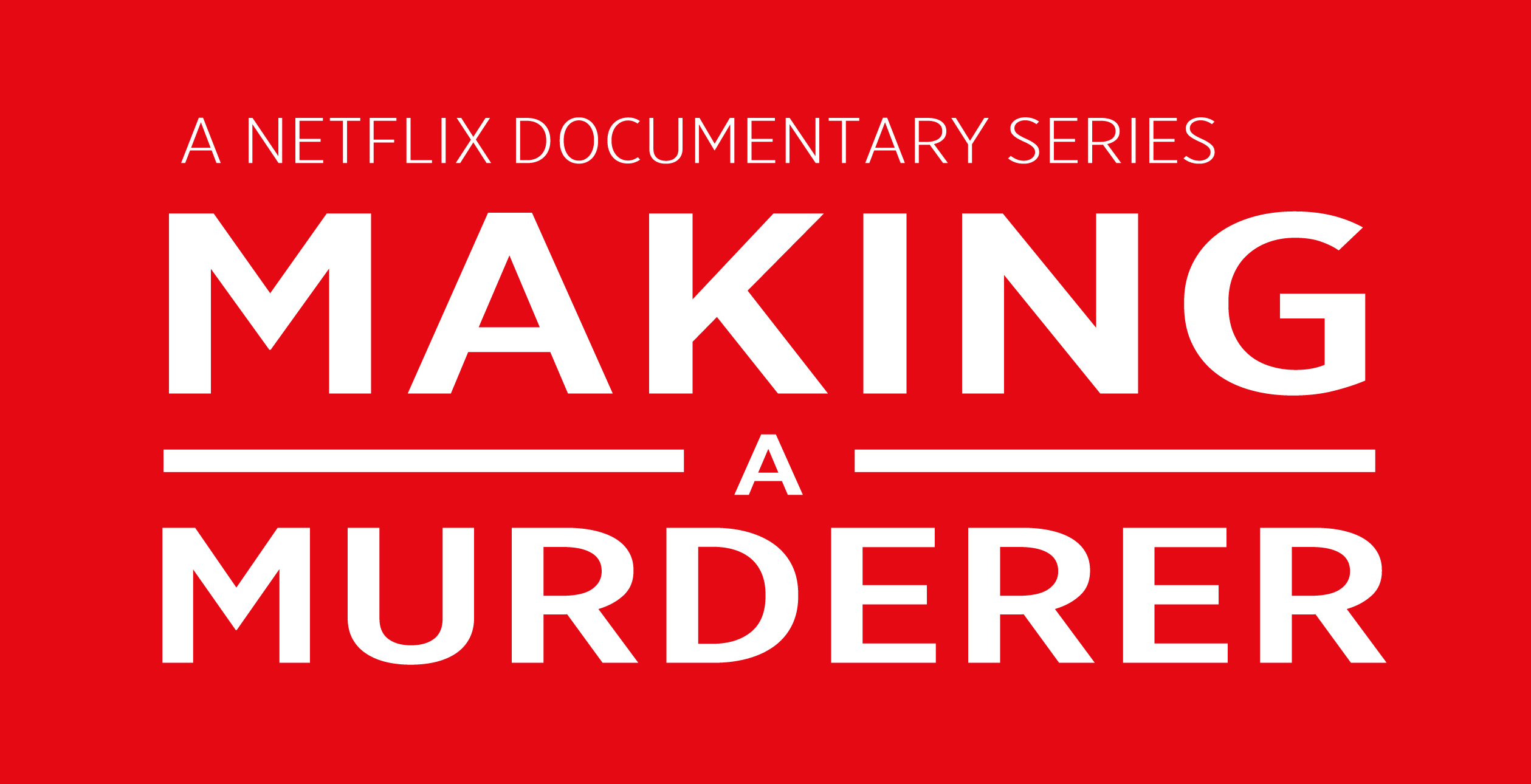
Logo della serie

Making a Murderer descrive dettagliatamente la vita di Steven Avery, un uomo del Wisconsin la cui famiglia possedeva uno sfasciacarrozze nella contea di Manitowoc. Nel 1985 Avery fu arrestato e condannato per lo stupro e il tentato omicidio di Penny Beerntsen (nonostante avesse un alibi). Dopo aver scontato 18 anni di carcere, Avery viene scagionato con l'aiuto di Innocence Project, quando il DNA di un pelo pubico, trovato nel corpo della vittima, viene collegato a un altro uomo (già in galera per reati sessuali commessi dopo il fatto del 1985). Dopo che Avery è stato scarcerato, nel 2003, intenta una causa civile da 36 milioni di dollari contro la contea di Manitowoc e contro i diversi funzionari della contea associati al suo arresto e alla sua condanna.
Due anni dopo, Avery viene nuovamente arrestato e accusato dell'omicidio di Teresa Halbach, una fotografa scomparsa poco dopo che era stata nella sua proprietà per fotografare un veicolo da vendere. La gestione del caso dell'omicidio di Halbach è stata molto controversa. Steven Avery e i suoi avvocati hanno sostenuto che era stato nuovamente "architettato" dai suoi avversari giudiziari. Le macchie di sangue recuperate dall'interno dell'auto di Halbach corrispondevano al DNA di Avery. Avery sosteneva che l'accusa di omicidio costituiva una scusa, utilizzata per screditare la sua causa civile. I suoi avvocati hanno accusato i funzionari di Manitowoc di aver manomesso le prove dopo che una fiala del sangue di Avery, conservata in un armadietto delle prove dal processo del 1985, è stata trovata con sigilli rotti e un foro nel tappo, suggerendo che il sangue della fiala avrebbe potuto essere usato per piazzare prove incriminanti nel veicolo della vittima. La provetta Avery conteneva acido etilendiammina-tetraacetico (EDTA), che previene la coagulazione e il degrado del sangue. L'EDTA non è naturalmente presente nel sangue umano, e la difesa ha sostenuto che se l'EDTA fosse stato trovato nel sangue della scena del crimine avrebbe provato che il sangue sarebbe stato piazzato da qualche agente. Mentre la prova di manomissione non è mai stata confermata, le accuse di cattiva condotta giudiziaria sono persistite.
Making a Murderer esplora anche le procedure nel Dipartimento dello sceriffo della contea di Manitowoc che ha portato alla condanna originale di Avery, e suggerisce che il dipartimento avesse un conflitto di interessi nell caso dell'omicidio di Halbach.
Anche Brendan Dassey, nipote di Avery, è stato accusato e condannato come complice nell'omicidio insieme allo zio (sebbene in un altro processo parallelo). La serie descrive anche il suo processo, insieme alle successive accuse di inettitudine e di coercizione del suo primo avvocato d'ufficio.

### Seconda stagione
La seconda stagione pone molta attenzione sul risvolto emotivo che il processo di Steven Avery ha causato su tutti i soggetti coinvolti e introduce una nuova protagonista della vicenda: Kathleen Zellner, avvocatessa di Avery che cerca di dimostrare che il suo cliente è innocente ed è stato accusato ingiustamente mettendo sul tavolo tutte le prove a disposizione per dimostrare la sua innocenza, e che è stato incastrato per ben due volte.

## Episodi

### Prima stagione
| N° | Titolo originale                    | Titolo italiano                   | Durata (minuti) | Data di rilascio mondiale |
| -- | ----------------------------------- | --------------------------------- | --------------- | ------------------------- |
| 1  | Eighteen Years Lost                 | Diciotto anni perduti             | 64:00           | 18 dicembre 2015          |
| 2  | Turning the Tables                  | Prendersi la rivincita            | 57:00           | 18 dicembre 2015          |
| 3  | Plight of the Accused               | L'accusato è in difficoltà        | 63:00           | 18 dicembre 2015          |
| 4  | Indefensible                        | Indifendibile                     | 66:00           | 18 dicembre 2015          |
| 5  | The Last Person to See Teresa Alive | L'ultimo che ha visto Teresa viva | 59:00           | 18 dicembre 2015          |
| 6  | Testing the Evidence                | Valutazione delle prove           | 59:00           | 18 dicembre 2015          |
| 7  | Framing Defense                     | La difesa incalza                 | 63:00           | 18 dicembre 2015          |
| 8  | The Great Burden                    | Un grosso peso                    | 47:00           | 18 dicembre 2015          |
| 9  | Lack of Humility                    | Mancanza di umità                 | 66:00           | 18 dicembre 2015          |
| 10 | Fighting for Their Lives            | Rifarsi una vita                  | 63:00           | 18 dicembre 2015          |

### Seconda stagione
| N° | Titolo originale      | Titolo italiano              | Durata (minuti) | Data di rilascio mondiale |
| -- | --------------------- | ---------------------------- | --------------- | ------------------------- |
| 11 | Number 18             | Numero 18                    | 57:00           | 18 ottobre 2018           |
| 12 | Words and Words Only  | Parole, solo parole          | 67:00           | 18 ottobre 2018           |
| 13 | A Legal Miracle       | Un miracolo legale           | 66:00           | 18 ottobre 2018           |
| 14 | Welcome to Wisconsin  | Benvenuta in Wisconsin       | 58:00           | 18 ottobre 2018           |
| 15 | What + Why = Who      | Che cosa + perché = chi      | 64:00           | 18 ottobre 2018           |
| 16 | Everything Takes Time | Per ogni cosa ci vuole tempo | 65:00           | 18 ottobre 2018           |
| 17 | Item FL               | FL                           | 60:00           | 18 ottobre 2018           |
| 18 | Special Care          | Particolare attenzione       | 60:00           | 18 ottobre 2018           |
| 19 | Friday Nite           | Venerdì notte                | 63:00           | 18 ottobre 2018           |
| 20 | Trust No One          | Non fidarsi di nessuno       | 77:00           | 18 ottobre 2018           |

## Persone coinvolte

### Famiglia Avery
- Steven Avery - imputato, condannato per omicidio di Halbach. Fu anche condannato ingiustamente per uno stupro per il quale ha dovuto scontare una pena detentiva di 18 anni
- Allan Avery - il padre di Steven Avery
- Dolores Avery - la madre di Steven Avery
- Chuck Avery - il fratello di Steven Avery
- Brendan Dassey - imputato, nipote di Avery, condannato per aver assistito Avery nell'omicidio di Halbach
- Bobby Dassey - il fratello di Brendan Dassey
- Barb Dassey - la sorella di Steven Avery, madre di Brendan e Bobby Dassey
- Scott Tadych - sposato con Barb Dassey (prima del processo), patrigno dei suoi figli
- Kayla Avery - cugina di Brendan
- Kim Ducat - cugina di Steven
- Carla Chase - la nipote di Steven, cugina di Brendan

### Vittime
- Penny Beerntsen - vittima di uno stupro e tentato omicidio nel 1985 per il quale Steven Avery è stato condannato ma poi scagionato
- Teresa Halbach - vittima di omicidio nel 2005

### Avvocati difensori
- Dean Strang - per Steven Avery
- Jerome Buting - per Steven Avery
- Robert Henak - avvocato post-condanna per Steven Avery
- Stephen Glynn - avvocato specializzato in diritti civili per Steven Avery
- Len Kachinsky - il primo avvocato designato da Brendan Dassey
- Mark Fremgen - per Brendan Dassey, nominato avvocato (secondo avvocato)
- Ray Edelstein - per Brendan Dassey, nominato avvocato (secondo avvocato)
- Steven Drizin - avvocato post-condanna per Brendan Dassey
- Robert Dvorak - avvocato post-condanna per Brendan Dassey
- Laura Nirider - avvocato post-condanna per Brendan Dassey
- Kathleen Zellner - per Steven Avery (dalla seconda stagione)
- Laura Nirider - avvocato post-condanna per Brendan Dassey (dalla seconda stagione)
- Steven Drizin - avvocato post-condanna per Brendan Dassey (dalla seconda stagione)

### Procuratori e giudici
- Denis Vogel - procuratore distrettuale della contea di Manitowoc, ha perseguito il caso di violenza sessuale del 1985 di Avery
- Ken Kratz - procuratore speciale, procuratore distrettuale della contea di Calumet, nel Wisconsin, ha gestito il caso di omicidio di Halbach
- Patrick Willis - giudice del tribunale distrettuale della contea di Manitowoc, ha presieduto il processo a Steven Avery
- Norm Gahn - procuratore speciale, procuratore distrettuale della contea di Milwaukee
- Jerome Fox - giudice del tribunale distrettuale di Manitowoc, ha presieduto il processo a Brendan Dassey

### Forze dell'ordine
- Tom Kocourek - sceriffo della contea di Manitowoc (1979-2001)
- Kenneth Petersen - sceriffo della contea di Manitowoc (2001-07)
- Gene Kusche - capo delegato dello sceriffo della contea di Manitowoc al tempo del processo Avery del 1985
- James Lenk - tenente, dipartimento dello sceriffo della contea di Manitowoc
- Andrew Colborn - sergente, dipartimento dello sceriffo della contea di Manitowoc
- Judy Dvorak - deputato, dipartimento dello sceriffo della contea di Manitowoc
- Tom Fassbender - investigatore della divisione criminale investigativa del Wisconsin, capo investigatore del processo per omicidio di Halbach
- Mark Wiegert - sergente, dipartimento dello sceriffo della contea di Calumet

### Investigatori privati
- Michael O'Kelly - investigatore assunto da Len Kachinsky

## Produzione
La serie è stata scritta e diretta dai registi Laura Ricciardi e Moira Demos; si sono conosciuti come studenti universitari nel programma cinematografico della Columbia University. I due hanno appreso di Avery dopo aver letto un articolo del 2005 del New York Times sulla sua scarcerazione del 2003 e l'arresto del 2005 per omicidio. Entrambi pensavano che il suo caso potesse essere un argomento interessante per un documentario.
Prima di contattare Netflix, Demos e Ricciardi hanno incontrato i dirigenti della PBS e del HBO, ma nessuna delle due reti era interessata al progetto. Netflix aveva inizialmente pianificato una prima stagione di otto episodi, ma in seguito ha espanso la durata a dieci.
La grafica dello spettacolo e la sequenza del titolo principale sono state create dallo studio di design Elastic di Santa Monica.

## Accoglienza
La serie ha goduto di buone recensioni da parte della critica specializzata ottenendo un punteggio di approvazione del 97% su Rotten Tomatoes, basato su 35 recensioni, con un punteggio medio di 8.6 su 10.
Tuttavia alcuni critici hanno descritto Making of Murderer come un prodotto che proponeva una visione unilaterale ed emotivamente manipolativa.

## Premi
- 2016 - Empire Awards[15]
  - Nomination Miglior documentario
- 2016 - Television Critics Association Awards[16]
  - Nomination Programma dell'anno
  - Eccezionale realizzazione per un programma reale
- 2016 - Primetime Emmy Awards[17]
  - Serie eccezionale di documentari o di nonfiction a Moira Demos, Laura Ricciardi
  - Eccezionale direzione per un programmazione di saggistica a Laura Ricciardi, Moira Demos
  - Scrittura eccezionale per programmazione nonfiction a Laura Ricciardi, Moira Demos
  - Editing di immagini eccezionale per un programma di saggistica a Moira Demos
  - Nomination per l'Eccezionale Sound Mixing per un programma di saggistica a Leslie Shatz
  - Nomination per l'Editing del suono eccezionale per un programma nonfiction a Daniel Ward, Leslie Bloome
- 2016 - Webby Awards[18]
  - Film & Video Breakout of the Year
- 2016 - International Documentary Association Awards[19]
  - Miglior miniserie a Moira Demos, Laura Ricciardi
- 2016- Online Film & Television Association Awards[20]
  - Miglior programma di reality o non-fiction
  - Migliore scrittura di un programma di reality o non-fiction a Laura Ricciardi, Moira Demos
  - Nomination a Migliore direzione di un programma reality o non-fiction a Laura Ricciardi, Moira Demos
  - Nomination a Miglior montaggio in una miniserie a Moira Demos
- 2016 - Golden Tomato Awards[21]
  - Serie di documentari meglio recensiti
- 2016 - Dorian Awards[22]
  - Nomination a Documentario dell'anno
- 2016 - Producers Guild of America Awards[23]
  - Eccezionale produttore di televisione non-fiction a Laura Ricciardi, Moira Demos
- 2016 - National Television Awards[24]
  - Factual Entertainment Programme